# Приленское плато
Приленское плато — возвышенная равнина на юго-востоке Среднесибирского плоскогорья в Якутии и Иркутской области.

## Физико-географическая характеристика
Простирается от реки Нижняя Тунгуска на западе до реки Амги на востоке, главным образом, вдоль реки Лены в её среднем течении (отсюда название). Вытянуто в широтном направлении более чем на 1000 км. Ширина плато (с юга на север) — до 200 км. Занимает большую территорию на западе и в центре Якутии (юг Мирнинского, Сунтарского, Верхневилюйского, Горного, Хангаласского и Мегино-Кангаласского районов, Ленский, север Олёкминского, крайний север Алданского, запад и север Амгинского районов) и, частично, на севере Иркутской области (Катангский и Бодайбинский районы).
Расположено в зоне распространения многолетней мерзлоты повышенной мощности (почва промерзает до сотен метров). Средняя высота составляет 450—500 м. При движении с севера на юг высота увеличивается до 700 м.
Сложено кембрийскими и ордовикскими гипсоносными и соленосными известняками, доломитами, реже песчаниками. Характерны обрывистые склоны, образующие необычайные по красоте объекты природы.
Покрыто таёжными сосновыми и лиственничными лесами, изрезано заболоченными долинами рек, встречаются луга.

## Климат
Климат резко континентальный с продолжительной морозной, малоснежной зимой. Температура опускается зимой до −45 °C, а иногда и до −60 °C. Лето умеренно тёплое (15—17 °C), в течение которого выпадает большая часть осадков. Осадков выпадает около 350—450 мм в год.

## Полезные ископаемые
На территории плато обнаружены месторождения гипса, каменной соли.